# Katedra św. Wilibrorda w Wesel
Katedra św. Wilibrorda (niem. Willibrordi-Dom) – późnogotycka świątynia luterańska znajdująca się w niemieckim mieście Wesel.

## Historia
Niewielki kościół w tym miejscu znajdował się już w roku 800, budynek w następnych latach wielokrotnie rozbudowywano. Świątynia podlegała administracyjnie pod opactwo w Echternach, założone przez św. Wilibrorda. W XII wieku wzniesiono tu romańską bazylikę, a w 1424 rozpoczęto rozbudowę kościoła do formy trójnawowej hali. Obecny budynek wzniesiono w latach 1501–1540, z poprzedniego kościoła zachowano wieżę z lat 1477–1478. W Wielkanoc 1540 roku świątynia przeszła w ręce protestantów. 11 stycznia 1594 wieża kościelna została zniszczona przez pożar, dzwony uległy stopieniu, zniszczone zostały także sklepienia i ławki wewnątrz świątyni. Podczas okupacji napoleońskiej świątynia pełniła funkcję stajni i magazynu. W 1868 kościół zamknięto z powodu słabego stanu technicznego. W latach 1883–1896 przebudowano go stylu neogotyckim przy pomocy finansowej ze strony rodziny cesarskiej, wzniesiono wówczas m.in. obejście prezbiterium, a nowy hełm wieży osiągnął wysokość 101,8 m. W 1945 roku kościół został zniszczony przez bombardowania alianckie. Odbudowa świątyni trwała w latach 1947–1994, odtworzono ją w stanie sprzed XIX-wiecznej przebudowy, zachowując z niej jedynie neogotyckie obejście w uproszczonej formie. W 1982 świątynię wpisano do rejestru zabytków.

## Architektura i wyposażenie
Świątynia późnogotycka, pięcionawowa, z transeptem i neogotyckim obejściem. Południowy i północny portal zdobią posągi cesarza Wilhelma I Hohenzollerna. Na odbudowanej w 1994 roku sygnaturce zawieszono dzwony kurantowe. Brązowe klamki do drzwi kościoła wykonała miejscowa rzeźbiarka Eva Brinkman.  Kaplicę, znaną jako Heresbachkapelle, od reszty kościoła oddziela żelazna krata autorstwa kolońskiego rzeźbiarza Kurta-Wolfa Borriesa. Znajduje się w niej epitafium humanisty Konrada Heresbacha i jego żony Mechtelt van Duenen. Kaplica przykryta jest gotyckim sklepieniem żebrowym, którego niektóre z żeber odstają od powierzchni sklepienia; drugie podobnego typu sklepienie znajduje się w Alyschlägerkapelle przy północnym portalu. Do ścian kościoła przymocowanych jest około 50 płyt nagrobnych. Przy zachodniej ścianie południowej nawy w 1996 roku ustawiono ołtarz autorstwa Bena Willikensa znany jako Weseler Altar. Organy wykonano w 2000 roku w warsztacie Marcussen & Søn, w 2020 wyremontowało je przedsiębiorstwo Karl Schuke Berliner Orgelbauwerkstatt po uszkodzeniach wywołanych uderzeniem pioruna. Składają się z 4675 piszczałek zgrupowanych w 56 głosów. W katedrze znajduje się również pozytyw, wyprodukowany w 2014 przez warsztat Henk Klop Orgelbouw. Na wieży kościoła zawieszone są cztery dzwony, odlane w 1832 roku.

## Galeria

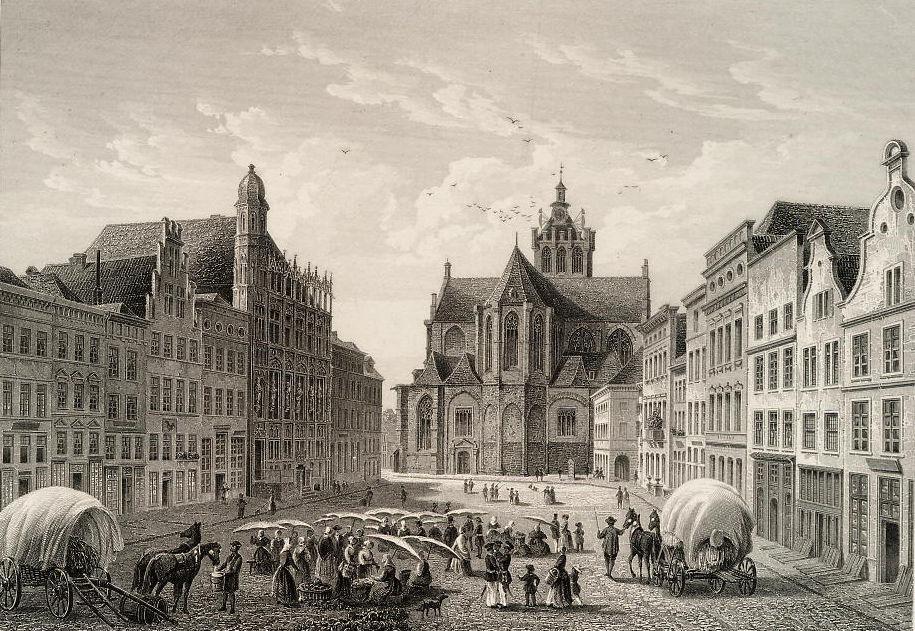
Widok w 1852
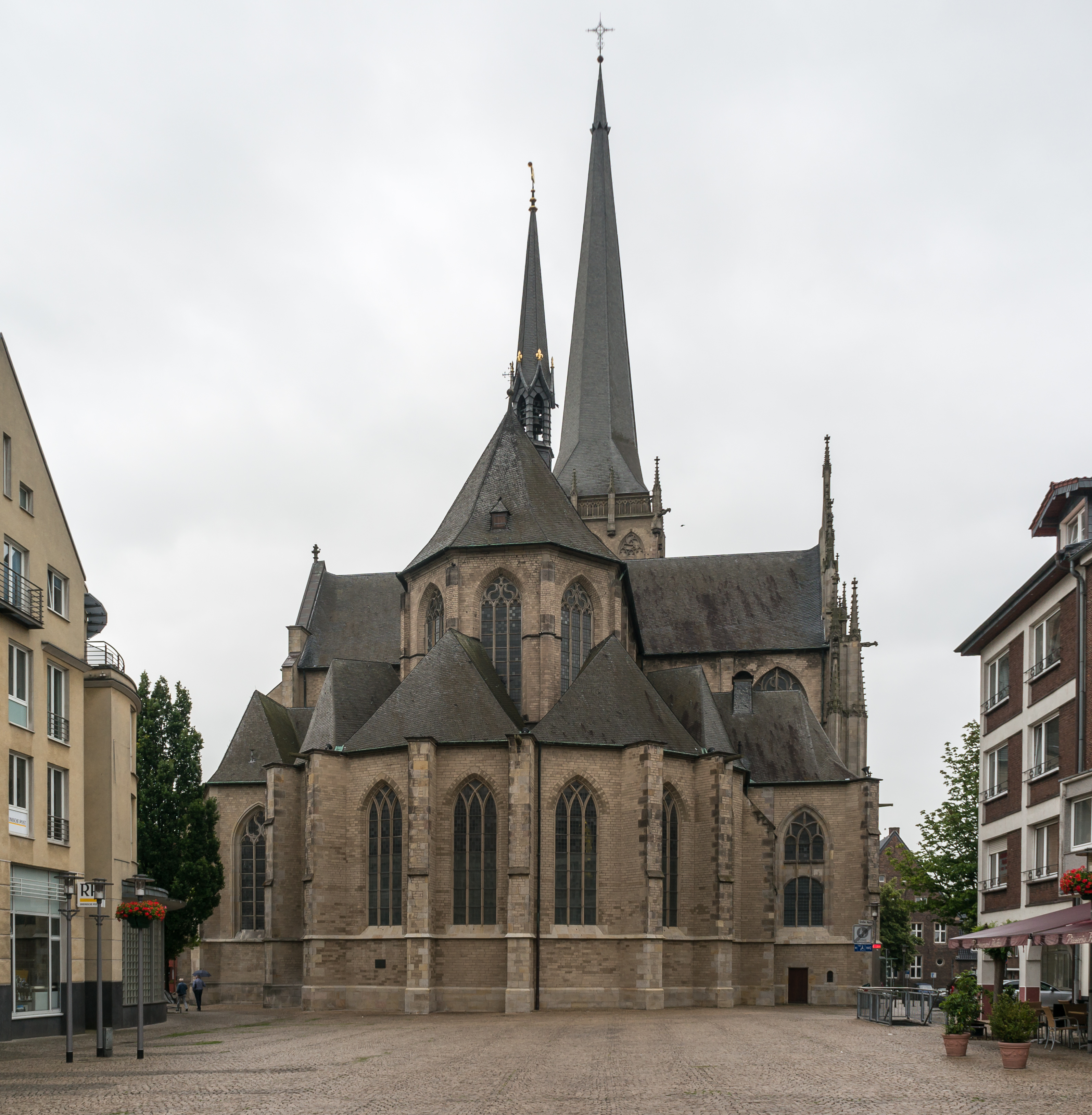
Widok ze wschodu, z placu Großer Markt
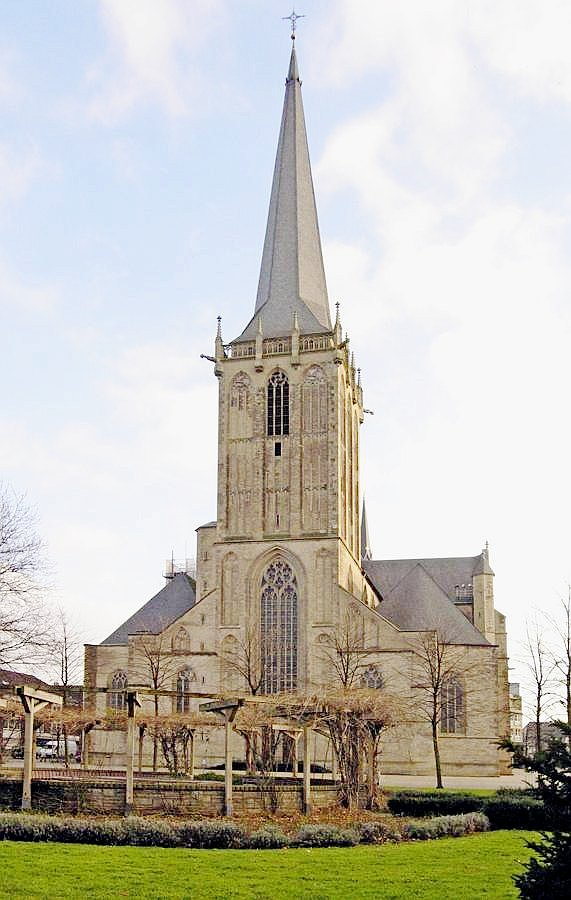
Fasada
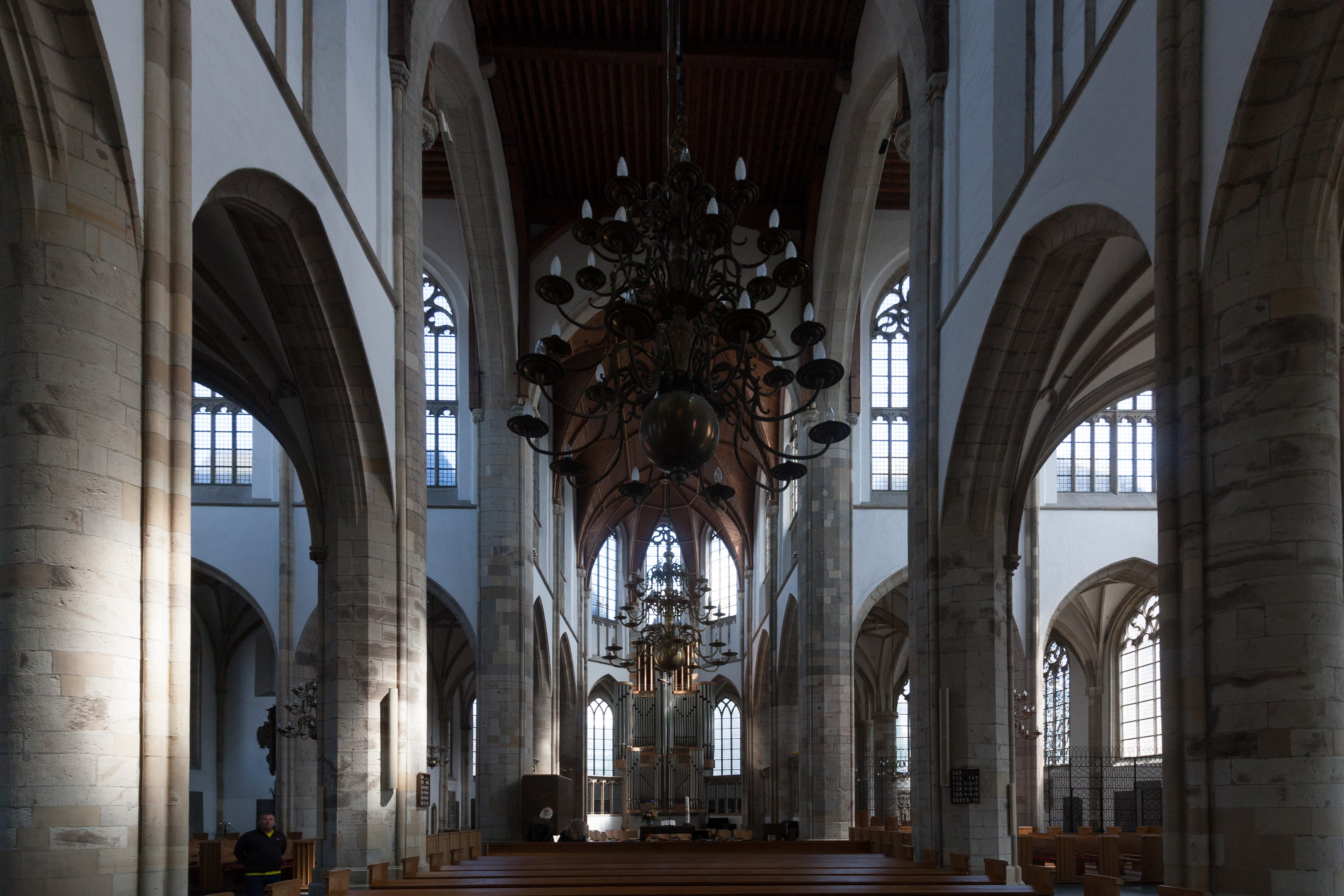
Wnętrze
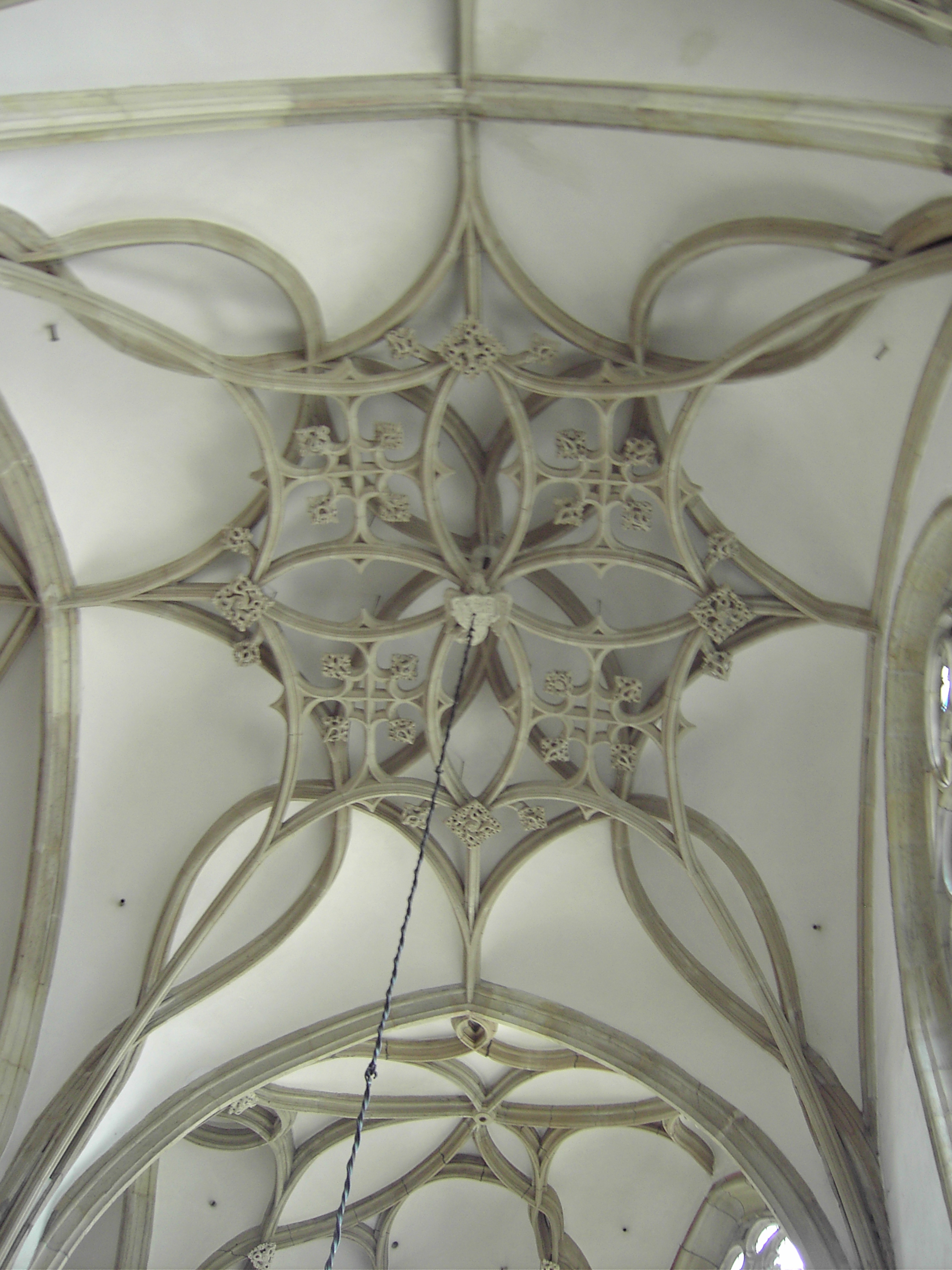
Sklepienie Heresbachkapelle
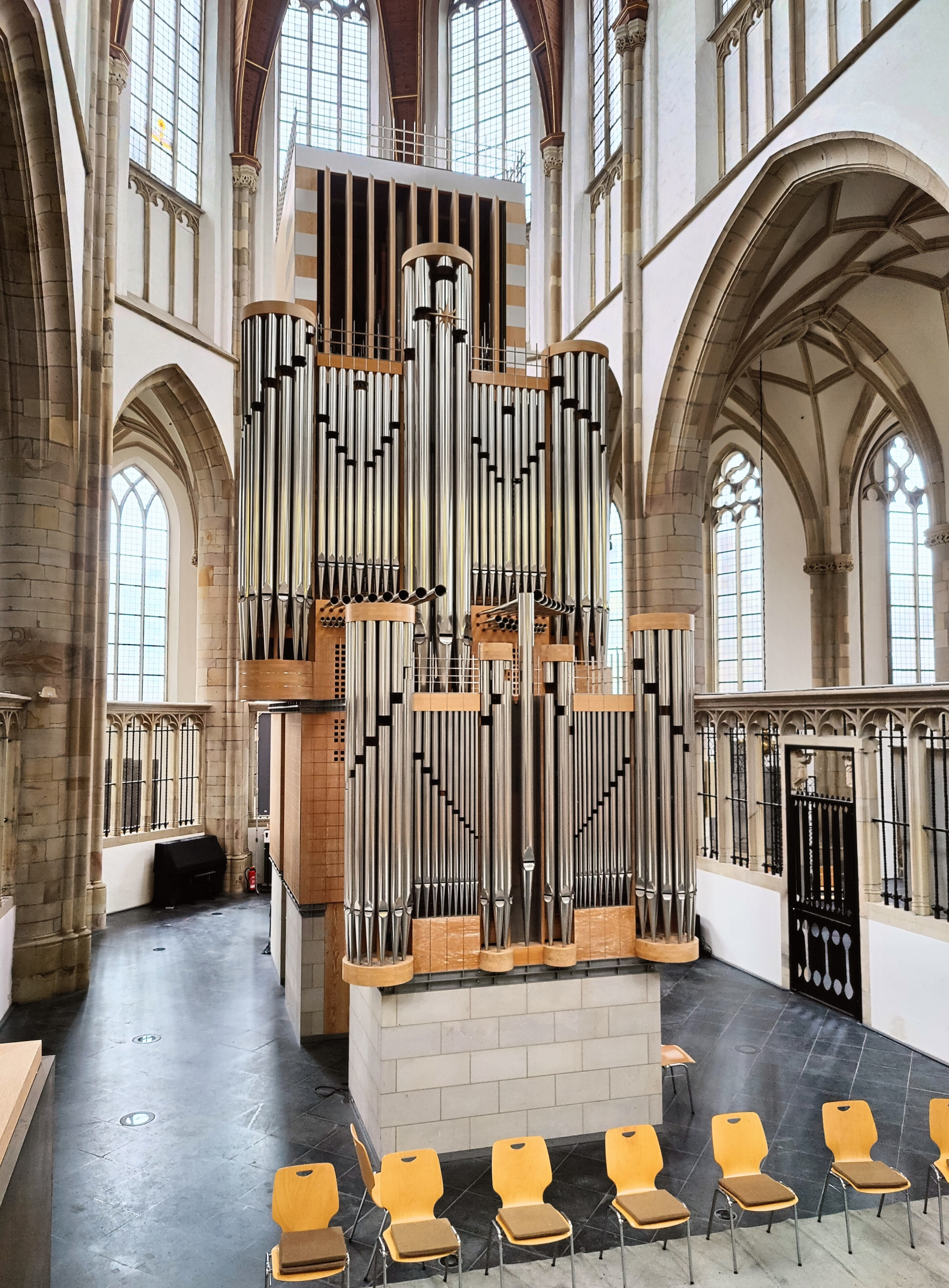
Organy
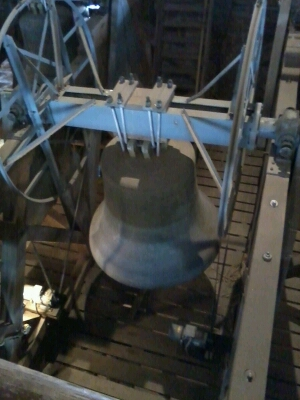
Dzwon